# Winner in You
Winner in You è l'ottavo album in studio della cantante americana Patti LaBelle, pubblicato il 28 aprile 1986 dall'etichetta discografica MCA Records. 

## Descrizione
Le sessioni di registrazione si sono svolte nel periodo compreso tra il 1985 e il 1986. La produzione è stata gestita da diversi produttori discografici, tra cui Burt Bacharach, Carole Bayer Sager e Nickolas Ashford.
L'album raggiunse il primo posto nella classifica degli Stati Uniti Billboard 200, oltre a produrre il singolo di successo "On My Own". È stato l'unico album di LaBelle a entrare nelle classifiche al di fuori degli Stati Uniti: nei Paesi Bassi, in Nuova Zelanda, in Svezia e nel Regno Unito. Alla sua uscita, Winner in You ha ricevuto recensioni moderate da critici musicali. L'album è stato certificato di platino dalla Recording Industry Association of America (RIAA). L'album ha venduto oltre 8 milioni di copie in tutto il mondo, rendendolo l'album più venduto di Patti LaBelle fino ad oggi.

## Rilascio e promozione

### Singoli
Il primo singolo uscito da Winner in You è stato "On My Own", una collaborazione con il cantante Michael McDonald . Raggiunse primo posto della Billboard Hot 100, nonché delle Billboard Hot R&B Songs e Adult Contemporary Songs. Ha avuto un successo internazionale, raggiungendo il secondo posto della UK Singles Chart, il numero uno nella Canadian Singles Chart, il numero uno nella Dutch Singles Chart, numero quattro nella New Zealand Singles Chart, il quindicesimo posto della Swedish Singles Chart, e il numero venti nella Austrian Singles Chart .
Il secondo singolo rilasciato fu "Oh, People". Ha raggiunto il numero ventinove nella classifica Billboard Hot 100 e il numero sette nella classifica Billboard Hot R&B/Hip-Hop Songs . Fu il secondo singolo a classificarsi a livello internazionale, raggiungendo il trentunesimo posto nella Dutch Singles Chart e il numero trentasei nella New Zealand Singles Chart . Il terzo singolo in uscita fu " Kiss Away the Pain ". Non ebbe successo come i due singoli precedenti, raggiungendo solo il numero tredici nella Billboard Hot R&B/Hip-Hop . L'ultimo singolo uscito è stato "Something Special (Is Gonna Happen Tonight)", raggiungendo il numero cinquanta nella classifica Billboard Hot R&B/Hip-Hop Singles.

### Winner in YouTour
Dal 1986 al 1987, LaBelle ha fatto un tour europeo per promuovere il suo album.

### Colonne sonore
"Something Special (Is Gonna Happen Tonight)" è stato utilizzato due volte in Sweet Liberty e nei titoli di apertura di Outrageous Fortune .
"You're Mine Tonight" è stato utilizzato in "Rock 'n Roll Mom", film Disney con Dyan Cannon, Fran Dresher e Heather Locklear.

## Ricezione

### Prestazione commerciale
L'album raggiunse il primo nella classifica degli Stati Uniti Billboard 200 . L'album è anche entrato al numero trentuno degli album Billboard R&B/Hip-Hop . Ha trascorso 29 settimane nella Billboard 200 e ha trascorso 33 settimane negli classifica degli album R&B/Hip-Hop. Il 27 giugno 1986, Winner in You è stato certificato Platino dalla Recording Industry Association of America (RIAA), per aver venduto più di un milione di copie negli Stati Uniti. Winner in You conseguito un rispettabile successo internazionale.

### Critica
| Recensione       | Giudizio |
| ---------------- | -------- |
| AllMusic         | [ 10 ]   |
| Robert Christgau | B        |
| Rolling Stone    | (mixed)  |

Vincitore in Hai ricevuto recensioni medie da parte della critica. Ron Wynn su Allmusic ha dato all'album tre stelle su cinque.  Wynn afferma che questo è l'album che ha dato successo alla carriera da solista di LaBelle. Gli piacciono le canzoni "Oh, People" e "Kiss Away the Pain", che riteneva necessarie per scalare la Top 40 di Billboard . Robert Christgau ha dato all'album una B,  lodando il duetto con Michael McDonald e l'abilità canora di Patti LaBelle. Christgau si complimenta anche con le sue capacità compositive e della sua famiglia.  A Christgau non è piaciuta la parte iniziale dell'album. Kim Farber di Billboard dato all'album una recensione contrastante,  affermando che era incoerente. Ferber elogia la sua capacità di cantare e afferma che è l'unica cosa che ha salvato l'album. Ha detto che le ballate erano ben scritte, e si è divertito con "On My Own", dicendo che la canzone è "qualcosa di reale" e gli piace ancora di più la canzone "Oh, People".

## Tracce
1. Oh, People – 5:19 (testo: Andy Goldmark, Bruce Roberts)
2. On My Own (Con Michael McDonald) – 4:50 (testo: Burt Bacharach, Carole Bayer-Sager)
3. Something Special (is Gonna Happen Tonight) – 4:58 (testo: Howie Rice, Alan Rich)
4. Kiss Away The Pain – 4:28 (testo: Alex Brown, Ron Kersey)
5. Twisted – 3:54 (testo: Roy Freeland, Bill LaBounty)
6. You're Mine Tonight – 3:38 (testo: Dorothy Sea Gazeley, Howie Rice, Alan Rich)
7. Finally We're Back Together – 5:49 (testo: Chuck Jackson, Nick Johnson)
8. Beat My Heart Like a Drum – 3:50 (testo: Steve George, John Lang, Richard Page)
9. Sleep With Me Tonight – 3:44 (testo: Burt Bacharach, Neil Diamond, Carol Bayer-Sager)
10. There's a Winner in You – 4:18 (testo: Nickolas Ashford, Valerie Simpson)

## Formazione e produzione[13]
- Produttore esecutivo: Patti La Belle
- Tracce 1, 5 e 8 prodotte da Richard Perry ; Coproduzione sulla traccia 1 di Andy Goldmark e Bruce Roberts; Produttore associato sulla traccia 5: Bill LaBounty; Co-produzione sulla traccia 8 di Richard Page e Steve George . Registrato da Michael Brooks, con l'assistenza di Glen Holgiun, Julie Last, John Boghosian, Thom Panunzio e Kraig Miller. Tracce 1 e 5 mixate da Bill Schnee ; Traccia 8 mixata da Don Smith. 
  - Paul Fox, Robbie Buchanan, Bill LaBounty: programmazione di batteria e sintetizzatori; Howie Rice: sintetizzatori, riempimenti di batteria; Steve George: sintetizzatori; Andy Goldmark: piano acustico; Paul Jackson, Jr., Charles Fearing, Michael Landau : chitarre; Nathan East : basso; Terral Santiel : percussioni; The Sweeties, Patti LaBelle: voce di supporto.
- Tracce 2 e 9 prodotte da Burt Bacharach e Carole Bayer-Sager. Registrato e mixato da Joel Moss e Mick Guzauski . 
  - Carlos Vega, John Robinson : batteria, percussioni; Neil Stubenhaus, Freddie Washington : basso; Dann Huff : chitarre; David Foster, Peter Wolf, Greg Phillinganes, Randy Kerber : sintetizzatori; Burt Bacharach: piano acustico.
- Traccia 6 prodotta da Richard Perry e Howie Rice. Registrato da John Arrias; Assist di John Boghosian, Norman Whitfield Jr., Glen Holgiun e Kraig Miller. Mixato da Norman Whitfield Jr. 
  - Howie Rice: chitarre, tastiere, sintetizzatori, programmazione batteria; Paulinho da Costa : percussioni
- Traccia 3 prodotta da Howie Rice e Budd Ellison. Registrato da Brin Swimmer; Assist di Glen Kurtz. Mixato da Louil Silas, Jr .. 
  - Howie Rice: chitarre, tastiere; Le Quient Jobe : basso; Teral Santiel, James Gadson : percussioni.
- Traccia 4 prodotta da Budd Ellison e Ron Kersey. Registrato da Brin Swimmer; Assist di Dennis Stefani e Glen Kurtz. Mixato da Taavi Mote. 
  - James Gadson: batteria; Freddie Washington: basso; David T. Walker, Leo Nocentelli : chitarre; Ron Kersey : sintetizzatori, pianoforte a coda; Will Bryant: sintetizzatori; George Howard : sassofono.
- Traccia 7 prodotta da Nick Johnson e Budd Ellison. Registrato da Brin Swimmer e Robert Biles. Mixato da Robert Biles. 
  - Nick Johnson: sintetizzatori, piano acustico; William Bryant: sintetizzatori; Leo Nocentelli, David T. Walker: chitarre; Freddie Washington: basso; James Gadson: batteria; Nate Neblett: batteria Simmons ; David I .: sassofono
- Track 10 prodotto da Nickolas Ashford e Valerie Simpson per Hopsack & Silk Productions, Inc. Registrato da Tim Cox; Mixato da Michael Hutchinson. 
  - Chris Parker : batteria, percussioni; Joseph Joubert: tastiere.

### Studi di registrazione
- Tracce 1, 5, 6 e 8 registrate nello Studio 55.
- Traccia 2 registrata presso Conway Recording, Lion Share Recording e Bill Schnee Studios .
- Traccia 3 registrata presso Baby O 'Recorders.
- Traccia 4 registrata presso Baby O 'Recorders e Westlake Audio .
- Traccia 7 registrata presso Baby O 'Recorders e Sound Castle Studios
- Traccia 9 registrata presso One on One Studios, Lion Share Recording e Conway Studios.
- Traccia 10 registrata presso 39th Street Studios.